# Gare d'Atami
La gare d'Atami (熱海駅, Atami-eki) est une gare ferroviaire de la ville d'Atami au Japon. Elle est exploitée conjointement par la JR Central et la  JR East.

## Situation ferroviaire
La gare d'Atami est située au point kilométrique (PK) 95.4 de la ligne Shinkansen Tōkaidō et au PK 104.6 de la ligne principale Tōkaidō. Elle marque le début de la ligne Itō.

## Historique
La gare d'Atami a été inaugurée le 25 mars 1925. Le Shinkansen dessert la gare depuis le 1er octobre 1964.

## Service des voyageurs

### Accueil
La gare dispose d'un bâtiment voyageurs, avec guichets, ouvert tous les jours.

### Desserte
- Ligne Itō :
  - voie 1 : direction Itō (interconnexion avec la ligne Izu Kyūkō pour Izukyū Shimoda)
- Ligne principale Tōkaidō :
  - voies 2 et 3 : direction Mishima, Numazu et Shizuoka
  - voies 4 et 5 : direction Odawara, Yokohama et Tokyo
- Ligne Shinkansen Tōkaidō :
  - voie 6 : direction Nagoya et Shin-Osaka
  - voie 7 : direction Tokyo